# NK Jadran Luka Ploče
NK Jadran je nogometni klub iz Ploča.

## Povijest
Osnovan je 1959. godine. Osnovao ga je pjesnik i profesor hrvatskog jezika Zvonko Barbir. Najveći uspjeh kluba je naslov (amaterskog) pionirskog prvaka Hrvatske 1976. godine. U sezoni 2018./19. seniori su ostvarili najveći klupski uspjeh u Hrvatskom nogometnom kupu izborivši osminu finala. U sezoni 2020./21. natjecao se u 3. HNL – Jug.

## Vanjske poveznice
- Profil, HNS Semafor